# 5820 Babelsberg
5820 Babelsberg eller 1989 UF7 är en asteroid i huvudbältet som upptäcktes den 23 oktober 1989 av den tyske astronomen Freimut Börngen vid Tautenburg-observatoriet. Den är uppkallad efter stadsdelen Babelsberg i den tyska staden Potsdam.
Asteroiden har en diameter på ungefär 11 kilometer.